# Teoría del origen común de serbios y croatas

Extensión aproximada de los territorios habitados por los sármatas (al oeste de Escitia) hacia el año 100. Las teorías que sostienen la unidad étnica de serbios y croatas sitúan en esa zona la procedencia del grupo.

La teoría del origen común de serbios y croatas, o de la unidad nacional (en croata: narodno jedinstvo; en serbio: народно јединство, aunque este término incluye también a los eslovenos) es una de las muchas hipótesis sobre el origen de los croatas, que ha sido propugnada a lo largo de la historia desde diversos ámbitos historiográficos, y está basada en la pertenencia de ambos pueblos, el croata y el serbio, a una raíz común, los pueblos eslavos. Según la misma, y basándose en estudios históricos y etimológicos, ambos pertenecen al mismo grupo eslavo que, en el siglo VII, y con origen probable en el Cáucaso (sármatas) o Persia (iranios), se estableció en los Balcanes, donde darían origen a las modernas Serbia y Croacia.
Esta teoría de la unidad étnica fue defendida a principios del siglo XX por políticos como Svetozar Pribićević y constituyó un importante argumento para el proyecto de unificar a todos los eslavos del Sur en un mismo estado, lo que propició el surgimiento, en un primer momento, del Reino de los Serbios, Croatas y Eslovenos, y posteriormente de Yugoslavia.
Las divergencias y enfrentamientos bélicos entre ambos países a lo largo de todo el siglo XX, en especial; acentuadas desde inicios hasta fines de la década de los 90 trajeron consigo una progresiva oposición a esta teoría, influenciada principalmente por los poderosos movimientos nacionalistas desarrollados en ambos estados.

## Pruebas

### Históricas
Son diversos los estudios que sostienen el origen común de los pueblos serbio y croata, aunque divergen entre ellos en su procedencia y el momento histórico en que se produce su separación. Algunos historiadores sostienen que los serbios y los croatas eran tribus de origen persa que migraron como guerreros hacia la península de los Balcanes, donde fueron asimilados por los eslavos del Sur que ya se habían establecido allí en el siglo V.

Serbios y croatas primitivamente constituían un solo grupo étnico. Habitaban al norte de los Cárpatos, y hablaban el mismo idioma. Las posibilidades de emigración y fortuna les hicieron trasladarse a regiones donde determinadas diferencias ya existentes se acentuaron, y se desarrollaron otras nuevas. Un grupo se convirtió en católico y el otro en ortodoxo. Los croatas utilizaron el alfabeto latino para escribir y los serbios el cirílico.
Race in history
History Teachers' Association of Victoria

Para el historiador Noel Malcolm, los serbios y los croatas eran tribus eslavas que pertenecían a las castas dominantes de las tribus iranias de Persia, que emigraron a los Balcanes hacia 620. Según Malcolm, ambas eran originalmente hablantes de lenguas iranias que posteriormente adoptaron una lengua eslava común.

### Etimológicas
Los investigadores Milan Hustich y Tadeusz Sulimirski aseguran también que los sármatas son los antepasados comunes de serbios y croatas. Para ello comparan cientos de palabras en serbio y croata y las relacionan con sus equivalentes en las lenguas escitas que hablaban los sármatas. Según Sulimirski, que publicó el libro The Sarmatians ("Los sármatas") en 1970, existen varias pruebas etimológicas para realizar tal afirmación:
- El nombre de los serbios en la variante sarb (Sarva) significa en escita y sánscrito "toda la gente unida y libre". Los escitas también eran llamados serocroats (sármatas/issedones), lo que tiene el mismo significado que "serbios y croatas", en iranio antiguo: las lenguas escitas pertenecían a grupos lingüísticos iranios, aunque el vocabulario era más cercano al sánscrito.[7]
- El nombre de los croatas (Hrovat) significa "el pueblo de los pretendientes y los hombres libres" en las antiguas lenguas iranias, y "los que visten armadura" en latín. Los sármatas (que significa "poseedores de espadas" en persa antiguo) con sus largas espadas y armaduras con escamas eran los antiguos caballeros (Katafrakts). Un dato significativo es que el nombre Hrovat (croata) en avéstico es sinónimo de serbio en sánscrito, y significa "el pueblo de los pretendientes".[7]

### Genéticas
Según diversos estudios genéticos publicados por la Universidad de Stanford y FamilyTreeDNA, Serbia, Croacia y Bosnia y Herzegovina son los países de Europa con mayor concentración de habitantes del haplogrupo I2a1, encontrándose la siguiente mayor concentración al norte del mar Negro, aproximadamente en el área que ocupaban los antiguos sármatas, en lo que ha sido considerado una importante evidencia de la relación entre ambas poblaciones.

## La Unidad Nacional (narodno jedinstvo)
Tras la Primera Guerra Mundial, y a raíz de la desmembración de los imperios austrohúngaro y otomano surgieron en los territorios de mayoría eslava que habían estado bajo su dominio (principalmente Eslovenia, Dalmacia, Croacia, Eslavonia y Serbia) diversos movimientos sociales y políticos que abogaban por la unión de todos los eslavos del Sur en un solo estado. Estos movimientos habían tenido su predecesor en el obispo croata Josip Juraj Strossmayer, que ya en el siglo XIX había abogado por esta unidad.
Fue el político serbio de Croacia Svetozar Pribićević uno de los principales defensores de la creación del estado unificado, basándose precisamente en la teoría del origen común (narodno jedinstvo o unidad nacional) que había defendido en su obra de 1895 Narodna misa ("La idea nacional"). Estos proyectos propiciaron la creación del Comité Yugoslavo, y desembocaron en la Declaración de Corfú de 1917, que sentó las bases para la creación del estado de Yugoslavia.
Uno de los líderes croatas más carismáticos, Stjepan Radić, fundador del Partido Campesino Croata, aceptó que los croatas y los serbios formaban parte de un mismo pueblo, pero subrayó que habían desarrollado "identidades históricas especiales". Según Radić, todos los eslavos eran, en el sentido más amplio posible, un solo pueblo, pero no estaba de acuerdo con la opinión de que esto presuponía un estado unitario yugoslavo entre los eslavos del sur. No obstante, sus postulados políticos cambiaron con el paso del tiempo, acercándose más al nacionalismo croata, para quien demandó más autonomía hasta su asesinato en 1928. Precisamente su asesinato en el parlamento yugoslavo por defender estas posturas marcó un punto de inflexión en las relaciones entre serbios y croatas.
Estas desavenencias fueron en aumento y se convirtieron en insalvables tras los sangrientos conflictos entre ambos pueblos desarrollados hasta el final del siglo XX: la Segunda Guerra Mundial y las Guerras Yugoslavas.

## Discrepancias
Precisamente la incipiente animadversión entre ambos pueblos ha facilitado en los mismos la aparición de un reciente movimiento historiográfico nacionalista que trata de demostrar la falsedad de la teoría, argumentando que serbios y croatas son racialmente distintos.
El político ultranacionalista Franjo Tudjman que alcanzó el poder en Croacia y proclamó su independencia en 1991, dio soporte y patrocinó proyectos destinados a demostrar la inconsistencia de la teoría. Así, en 1995, un grupo de etnógrafos llevó a cabo el mayor proyecto arqueológico en la historia de Croacia, tratando de encontrar pruebas de que los antepasados de los croatas eran arios procedentes de Persia. En otro proyecto similar, encomendado a la Academia Croata de Ciencias de la Educación de la Universidad de Zagreb y dirigido por su presidente, Nedjeljko Kujundžić, se concluía que los modernos croatas eran descendientes de las tribus celtas, mientras que mostraba a los serbios como descendientes de los nómadas sármatas.
El historiador croata Trpimir Macan, de la Universidad de Zagreb, publicó una tesis según la cual los croatas eran los únicos eslavos de los Balcanes, afirmando que llegaron a la zona 400 años antes que los serbios, a los que consideraba valacos y gitanos romanizados. Macan mostró como prueba un texto del s. II en el que aparecían las palabras Horathos y Horuathos, de las que derivó el nombre "Hrvat" (croata).
Otro historiador croata, Ivo Banac, asoció el origen de los croatas a un grupo de iranios que fue asimilado de alguna manera por la población eslava, en algún momento antes de su asentamiento en la parte occidental de los Balcanes. En cambio, Banac postuló que el origen de los serbios era más dudoso. Según él, la mayoría de ellos eran "valacos ortodoxos", que se trasladaron a Croacia y Bosnia durante la época otomana. A pesar de ser considerado un eminente historiador alejado de las ideas de Tudjman, Banac trabajó intensamente en demostrar que los serbios eran racial o étnicamente diferentes de los croatas.
Teorías más o menos similares fueron mantenidas también por parte serbia, principalmente a cargo del historiador y político Dušan Bataković.